# Kardinale markering

Wijze van markeren van obstakels

Kardinale markering is een wijze van betonning waarmee obstakels worden aangegeven. Het woord kardinaal verwijst naar het gebruik van een der hoofdwindrichtingen van het kompas bij de naamgeving van de boei, N, E, S of W. De vorm en het lichtsignaal zijn afhankelijk van de positie van veilig vaarwater ten opzichte van de boei. De International Association of Marine Aids to Navigation and Lighthouse Authorities heeft dit systeem internationaal vastgesteld in het IALA Maritiem Betonningsstelsel.
Zoals in de figuur is te zien, hebben de verschillende boeien de volgende kenmerken:
| Positie veilig vaarwater t.o.v. de boei | Kleurcombinatie (boven eerst) | Kegels boven op de boei |
| --------------------------------------- | ----------------------------- | ----------------------- |
| Noord                                   | Zwart-geel                    | Punten naar boven       |
| Oost                                    | Zwart-geel-zwart              | Punten van elkaar af    |
| Zuid                                    | Geel-zwart                    | Punten naar beneden     |
| West                                    | Geel-zwart-geel               | Punten naar elkaar toe  |

De regel die hier geldt is: de kant naar waar de pijlen wijzen is de plaats van de zwarte streep. Zo wijzen bij de kardinale-west boei de pijlen naar elkaar toe, dus ligt de zwarte streep in het midden ⇒ Geel - Zwart - Geel
Het verschil tussen de oost- en west-tonnen is eenvoudig te onthouden door te bedenken dat voor de oostton van de twee kegels de letter "O" gemaakt kan worden. Bij de westton is de vorm van een wijnglas te zien.

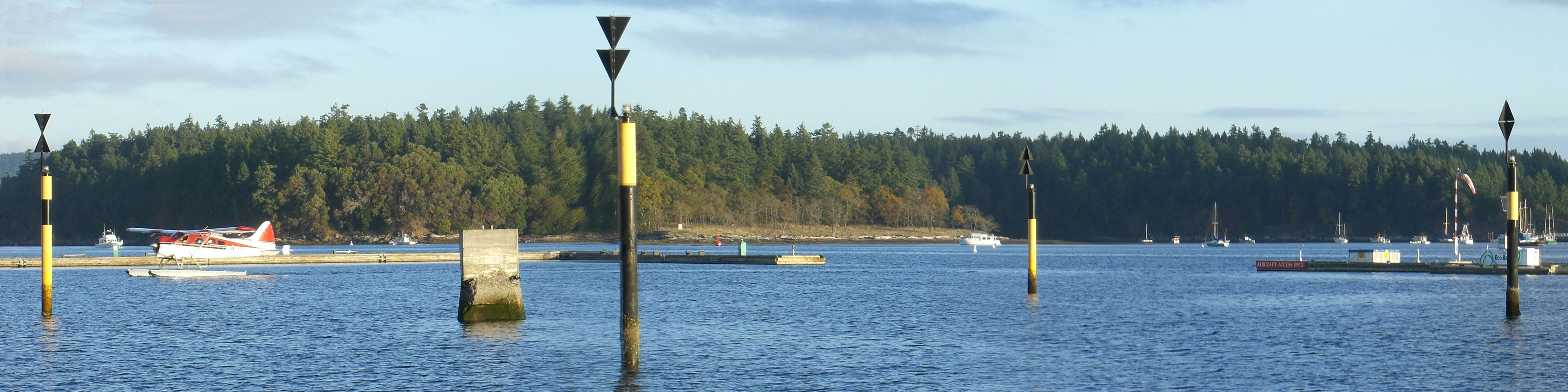
Alle vier de kardinale markeringen bij een obstakel in British Columbia.

## Lichtsignalen
Kardinale boeien kunnen van een wit knipperlicht met 60 flitsen per minuut (afgekort Q van Quick) of 120 flitsen per minuut (afgekort VQ van Very Quick) zijn voorzien.
De intervallen zijn afhankelijk van het kwadrant: een boei in het noordelijke kwadrant knippert ononderbroken, terwijl de andere boeien een aantal flitsen afgeven dat overeenkomt met de urenaanduiding van de klok, telkens onderbroken door een pauze:
- Noord: ononderbroken wit knipperlicht;
- Oost: groep van 3 witte flitsen : 3 flitsen in 5 - 10 seconden (3 flitsen - stand van kleine wijzer om 3 uur op een klok)
- Zuid: groepen van 6 witte flitsen en een langer aanhoudend licht : 6 flitsen in 10 - 15 seconden ("6 uur op een klok")
- West: groep van 9 witte flitsen : 9 flitsen in 10 - 15 seconden ("9 uur op een klok")

Het langer aanhoudende licht bij de zuid kardinaal is noodzakelijk omdat bij stevige golfslag de boei achter een golf kan verdwijnen. Een korte flits kan dan niet opgemerkt worden. Om een goed onderscheid te maken tussen de Oost, West en Zuid kardinaal is het langer aanhoudende licht toegevoegd, deze kan nooit in het geheel achter een golftop verborgen blijven.
In Nederland is het geregeld in het Scheepvaartreglement territoriale zee